# Victorí el Jove
Victorí el Jove (llatí: Victorinus Junior) va ser un suposat emperador romà, que va governar breument l'Imperi de les Gàl·lies. Era un dels Trenta Tirans que enumera Trebel·li Pol·lió a la Historia Augusta.
Era fill de Victorí, el qual va ser assassinat a finals del 270 o començaments del 271 a Colònia, per Aticià, un dels seus oficials, a la dona del qual Victorí havia seduït. Victorí el Jove havia estat proclamat emperador molt poc abans de la mort del seu pare, però a la mort d'aquest, els soldats el van matar ràpidament. No hi ha una evidència certa de què aquest Victorí el Jove existís realment, o en tot cas que fos proclamat August.